# Efraim Sevela
Efraim Sevela (en ruso: Эфраим Севела, en hebreo: אפרים סבלה‎) es un seudónimo de Yefím Yévelevich Drabkin (Ефим Евельевич Драбкин) (8 de marzo de 1928 - 18 de agosto de 2010) fue un destacado escritor, director de cine y dramaturgo ruso, bielorruso e israelí moderno. Escribió en ruso.

## Biografía
Nació en Babruysk, Unión Soviética, en la familia de un oficial judío. Durante la Gran Guerra Patria fue evacuado. En 1941 ingresó en la Universidad Bielorrusa Estatal. Comenzó a escribir guiones de películas patrióticas.
A finales de los sesenta llegó a ser disidente y luchó para que los judíos pudiesen emigrar de la Unión Soviética a Israel. En 1971 fue deportado a Israel. En 1973 participó en la guerra de Yom Kipur donde fue herido. En el mismo año empezó a escribir novelas patrióticas, pero filosóficas y repletas de humor judío triste y sabio. En Israel Efraim Sevela también fue un disidente, criticando la vida actual israelí. En 1977 Sevela se trasladó a los Estados Unidos. Vivió en Londres, París y Berlín.
En los años noventa regresó a Moscú. Desde 1991 trabajó en Rusia y Ucrania como director de cine, guionista y productor.
Las trece obras más famosas de Efraim Sevela han sido traducidas y publicadas en varios países del mundo (como Suecia, Italia y Países Bajos).

## Obras escogidas
- Las leyendas de la Calle de Inválidos (Легенды Инвалидной улицы)
- El vikingo (Викинг)
- ¡Detenga el avión – quiero bajar! (Остановите самолет — я слезу, 1977)
- Monia Tsatskes el portaestandarte (Моня Цацкес — знаменосец)
- Mamá (Мама)
- I love New York
- Por qué no hay ningún paraíso sobre la Tierra (Почему нет рая на Земле)
- Un papagayo hablando en yidis (Попугай, говорящий на идиш)
- Toyota Corolla (Тойота Королла)
- Adiós, Israel (Прощай, Израиль, 1977)
- La muela del juicio (Зуб мудрости, 1980)
- Una conversación de hombres en el baño ruso (Мужской разговор в русской бане, 1980)
- Venda a su madre (Продай твою мать)
- Un patriota con los oídos sucios (Патриот с немытыми ушами) o Distinto de los demás (Всё не как у людей, 1984)
- Возраст Христа. Последние судороги неумирающего племени (1973) - (La edad de Cristo)

## Adaptaciones cinematográficas
- Películas basadas en sus obras